# Theater Die Pathologie
Das Theater Die Pathologie wurde im Jahr 2000 von Maren Pfeiffer, Rainer Ortmann und Thomas Franke als Repertoiretheater für Bonn gegründet. Sie kamen vom Stadttheater und konzentrierten sich im Theater Die Pathologie auf den Schwerpunkt literarisches Theater mit Stücken von Autoren wie Ingeborg Bachmann, Bertolt Brecht, Virginia Woolf, Tennessee Williams und William Shakespeare. Es wurden zahlreiche deutsche Erst-Aufführungen und Inszenierungen aus aktuellen politischen und sozial-gesellschaftlichen Anlässen gespielt. Die Leitung des Theaters übernahmen in großen Zeitabschnitten seines Bestehens Reinar Ortmann sowie Maren Pfeiffer. Spielort war ein ehemaliger Lagerraum im Keller der Gastronomie in der Gründerzeit-Villa Weberstraße 43 in der Bonner Südstadt. Die Spielstätte hatte Platz für ungefähr 25 Zuschauer.
Die Spielstätte des Theaters Die Pathologie schloss im März 2025 mit der letzten Vorstellung von „Cosa Nostra spiegata ai bambini“ des italienischen Autors Stefano Massini, inszeniert und gespielt von der künstlerischen Leiterin Maren Pfeiffer in der Rolle der Edda Pucci.